# Bernice Brooks
Bernice Brooks (* um 1960) ist eine US-amerikanische Jazz- und Sessionmusikerin (Schlagzeug), die sich auch als Fernsehproduzentin betätigt.

## Leben und Wirken
Brooks studierte am Conservatory of Music in Chicago; seit den frühen 1980er-Jahren arbeitete sie mit Holly Near, in The Kit McClure Band, Andrea Wolper, Kersten Stevens, Fran McIntyre, Dotti Anita Taylor und mit Sarah McLawler featuring Les Femmes Jazz, zu denen auch Carol Sudhalter gehörte. Sie hat außerdem auf bricartsmedia.org The Bernice Brooks Show eine Fernsehsendung mit Werbespots, Theater und vielen Aufnahmen aus ihrer bisherigen Karriere produziert. Bislang ist sie mit Künstlern wie Sheila E, The O’Jays, Ray Charles, Tito Puente, Bill Withers, Elvis Costello, Joanne Brackeen, Etta James, Gregory Hines, Patti Labelle und Savion Glover aufgetreten, ferner mit vielen Gospel-, Jazz-, Blues- und Rhythm-&-Blues-Bands. Sie tourt außerdem mit Taylor Mac.
Zu hören ist sie auch auf David Sewelsons Album Smooth FreeJazz (2022). Im Bereich des Jazz war sie laut Tom Lord zwischen 1990 und 2021 an zehn Aufnahmesessions beteiligt.
Bernice „Boom Boom“ Brooks gilt als die einzige afroamerikanische Schlagzeugerin, die bei Stepptanzkonzerten als Begleitmusikerin auftritt. Des Weiteren war sie als Musikpädagogin tätig.